# Margarita García Luna Ortega
Margarita García Luna Ortega (Toluca, 1945 – 28 de junio de 2014) fue una historiadora y cronista mexicana.

## Trayectoria
Estudió la licenciatura en Historia de México por la Facultad de Humanidades de la Universidad Autónoma del Estado de México (UAEMéx) de la cual fue catedrática después de concluir su carrera en esta misma. En el lapso de 1972 a 1986 fue docente y maestra de tiempo completo e investigadora de esta misma universidad. Fue esta la etapa también en que publicó sus primeros libros y además funcionó como coordinadora de investigación social de la propia UAEMéx (1980-1982). 
Fue cronista oficial de la capital del Estado de México desde 1997. En 1986 recibió la Presea Estado de México de Ciencias y Artes, en la modalidad de Ciencias Sociales y Filosofía Ángel María Garibay, y posteriormente aceptó junto a otros especialistas ser constructora del guion museográfico del Museo de Arte Moderno y Museo de Antropología e Historia del Centro Cultural Mexiquense. 
Para el año de 1987 fue directora del Museo de Arte Moderno. En 1992 fue nombrada del Museo-Taller Nishizawa, cargo que desempeñaría ininterrumpidamente hasta el 28 de junio de 2014. Siempre fue una gran investigadora histórica, con temas estatales y de la ciudad de Toluca. Buscó rescatar, preservar y difundir la historia toluqueña de sus calles, callejones, instituciones, monumentos y tradiciones.
Con ese objetivo publicó 31 libros como autora y coautora y escribió cientos de artículos para revistas y periódicos; contaba con una columna semanal en El Sol de Toluca denominada Espacio para la Cronista en donde compartía sus avances de investigación relacionada con la memoria colectiva.

## Obras
- 1977. Sumaria tolucense (coautora).
- 1981. La construcción del ferrocarril de México a Toluca. Las haciendas porfiristas del Estado de México.
- 1985. El movimiento obrero en el Estado de México. Primeras fábricas, obreros, y huelgas.
- 1986. El instituto Literario de Toluca. Pasajes históricos del Instituto. La prensa en el Estado de México y el siglo XIX.
- 1987. Tierra y Campesinos. La Distribución de la tierra en el Estado de México (1889-1893).
- 1988. Huelgas de mineros en El Oro, México. Historia de la pintura del Estado de México.
- 1989. La fundación de la Escuela de Artes y Oficios de la ciudad de Toluca.
- 1990. Apuntes para la historia forestal del Estado de México (coautora).
- 1991. Nezahualcóyotl: tierras que surgen de un desequilibrio ecológico.
- 1992. Ciudad Nezahualcóyotl de colonias marginadas a gran ciudad. Periodismo regional en el Estado de México, Ensayos (coautora).
- 1993. La vieja casona de Nicolás Bravo Norte No. 305.
- 1995. La Escuela Normal de Profesores de Toluca.
- 1996. Toluca, su historia, sus monumentos, su desarrollo urbano (coautora).
- 1997. 50 años, un diario, una ciudad (coautora).
- 1998. Los orígenes de la industria en el Estado de México.
- 1999. La ciudad provinciana de Toluca en los años cincuenta. Viajeros extranjeros en el Estado de México. 175 años de historia del Estado de México y perspectiva para el tercer milenio (coautora).
- 2000. Gobierno y administración publicada en el Estado de México, una mirada a 175 años de historia (coautora). Leyendas, relatos, y tradiciones toluqueñas.
- 2001. La casa de las diligencias de Toluca.
- 2003. La casa de la avenida Hidalgo Pte. 313
- 2004. De la casa No. 2 de la Alameda al Museo de la Acuarela.
- 2005. Las calles toluqueñas en los albores del siglo XX.
- 2007. La cultura en el Estado de México. Vigésimo aniversario del Instituto Mexiquense de Cultura 1987-2007 (coautora).